# Verdingung

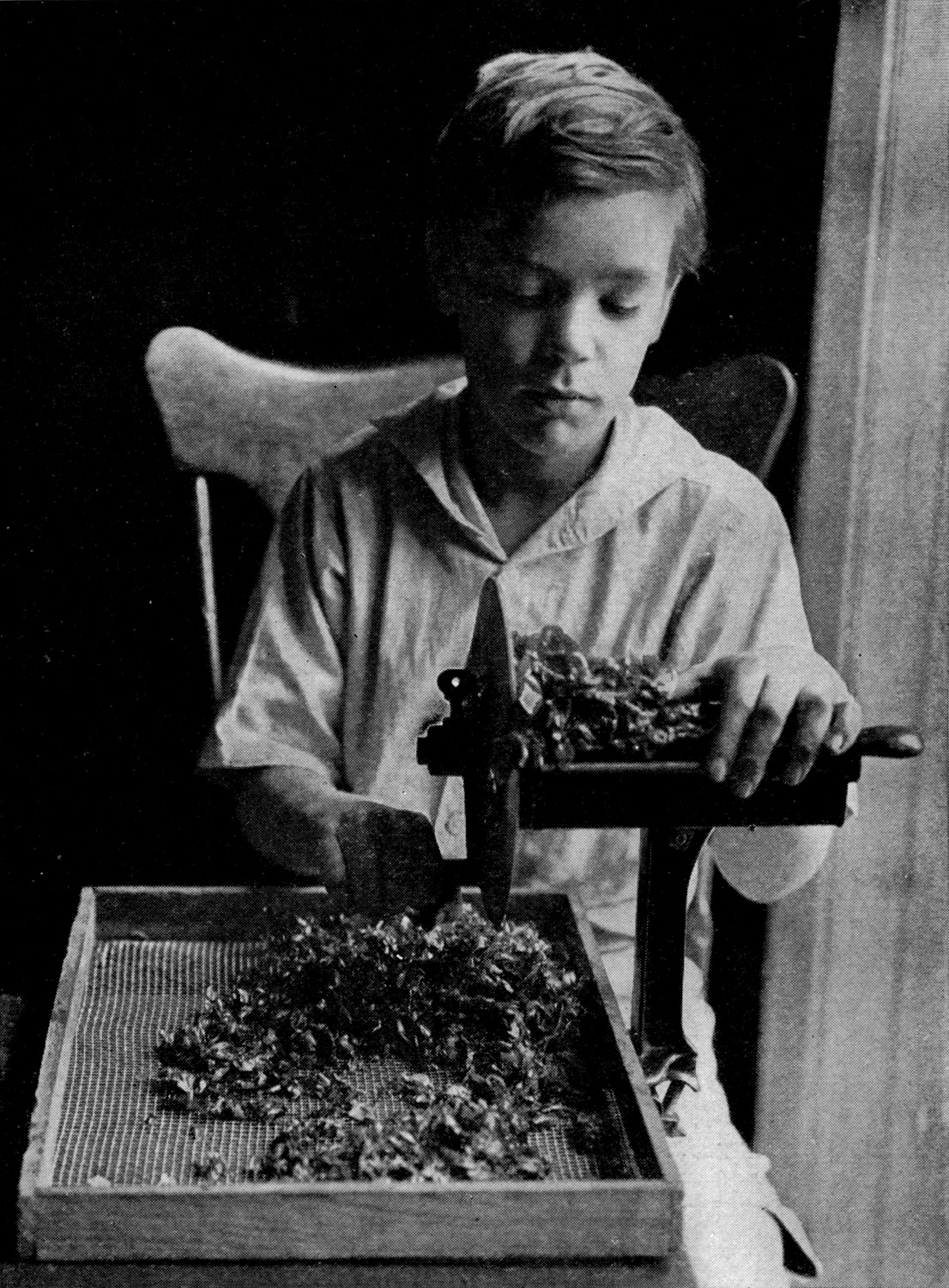
Ein Kind, das Mangoldblätter schneidet (Bildaufnahme: Schweiz im Jahr 1917)

Verdingung bezeichnete die Fremdunterbringung von Kindern zur Versorgung und Erziehung in der neueren Schweizer Geschichte. Oft wurden die faktisch vollkommen rechtlosen Kinder in die Landwirtschaft vermittelt, wo sie als günstige Arbeitskraft ausgenutzt wurden. Verdingkinder wurden von ihren Pflegefamilien meist seelisch und körperlich misshandelt und oft auch sexuell missbraucht. In der Schweiz gab es die Verdingung von 1800 bis in die 1960er-Jahre.
Ähnlich erging es den sogenannten Schwabenkindern offiziell bis 1921. Alljährlich wurden Bergbauernkinder aus den Regionen Vorarlberg, Tirol, und auch aus der Schweiz nach Oberschwaben zur Kinderarbeit vermittelt. Im Zuge des Gewohnheitsrechts wurde dies noch lange Zeit inoffiziell weiter praktiziert. So gibt es aus der Schweiz Einzelfallberichte bis in die 1970er Jahre.
Auch in Schweden wurden „Armeleutekinder“ verdingt. Ihnen hat Astrid Lindgren in ihrer Erzählung Sonnenau ein literarisches Denkmal gesetzt. In Grossbritannien wurden Kinder nicht nur in den ab 1830er Jahren etablierten „Workhouses“ oder deren angeschlossenen Fabriken und Farmen zur Arbeit gezwungen. Sie wurden oft auch durch Verkauf in kriminelle Tätigkeiten und Prostitution gedrängt. Diese Situation beschreibt Charles Dickens in seinem Roman Oliver Twist.

## Geschichte
Verdingkinder, meist Waisen und Scheidungskinder, wurden von 1800 bis in die 1960er-Jahre entweder von ihren Eltern weggegeben oder von Behörden den Eltern weggenommen. Sie wurden daraufhin öffentlich an Interessierte feilgeboten. Bis zum Anfang des 20. Jahrhunderts wurden die Kinder oft auf einem Verdingmarkt versteigert. Den Zuspruch bekam jene Familie, die am wenigsten Kostgeld verlangte. Betroffene beschreiben, dass sie auf solchen Märkten «wie Vieh abgetastet wurden». In anderen Gemeinden wurden sie wohlhabenderen Familien durch Losentscheid zugeteilt. Zugeloste Familien wurden gezwungen, solche Kinder aufzunehmen, auch wenn sie eigentlich gar keine wollten.
Verdingkinder wurden meistens auf Bauernhöfen eingesetzt. Dort wurden sie oft wie Sklaven oder Leibeigene behandelt und für Zwangsarbeit ohne Lohn und Taschengeld eingesetzt. Nach Augenzeugenberichten von Verdingkindern wurden sie häufig ausgebeutet, erniedrigt oder gar vergewaltigt. Einige kamen dabei ums Leben. Diese Praxis wurde von Schriftstellern schon früh literarisch angeprangert, so von Jeremias Gotthelf in seinem Roman Bauernspiegel oder von Jonas Breitenstein in der Erzählung Das arme Annegreteli und sein Kind.
Misshandlungen wurden nur sehr selten verfolgt. Wenn solche behördlich festgestellt wurden, wurde den Pflegeeltern das Recht, neue Verdingkinder zu erwerben, für mindestens fünf Jahre entzogen.
Auch die Jenischen wurden von der Organisation Kinder der Landstrasse verfolgt, deren Kinder häufig von verschiedenen Amtsstellen und privaten Institutionen verdingt wurden. Die Verdingung gilt als eines der dunkelsten Kapitel der jüngeren Schweizer Geschichte. Erst in den letzten Jahren griffen die Medien dieses Thema intensiver auf, nachdem es lange Zeit verdrängt worden war.
Die genaue Anzahl der Verdingkinder ist unbekannt. Schätzungen zufolge wurden bis in die 1960er Jahre Hunderttausende Kinder verdingt. Vor dem Ersten Weltkrieg wurden laut dem Berner Historiker Marco Leuenberger im Kanton Bern ca. 10 Prozent aller Kinder verdingt. 1910 sollen etwa 4 Prozent aller Schweizer Kinder unter 14 Jahren verdingt worden sein, von 1,17 Millionen Kindern waren das 47'000.

## Heutige Situation
Heute lebt in der Schweiz eine vermutlich fünfstellige Zahl ehemaliger Verdingkinder, die nicht selten psychische Probleme haben.
Am 12. April 2013 bat die Schweizer Justizministerin Simonetta Sommaruga die ehemaligen Verdingkinder öffentlich im Namen der Schweizer Regierung um Verzeihung für das begangene menschliche Unrecht. Sie bezeichnete den früheren Umgang mit Verdingkindern als eine Verletzung der Menschenwürde, die nicht mehr gutzumachen sei. In Mümliswil (Kanton Solothurn) eröffnete die Guido Fluri Stiftung 2013 die erste nationale Gedenkstätte Mümliswil für Heim- und Verdingkinder.
Die Situation der Verdingkinder wurde 2005 im Expertenbericht Das Pflegekinderwesen in der Schweiz im Auftrag des Bundesamtes für Justiz dargestellt. Der Bundesrat schlug eine Totalrevision der Pflegekinderverordnung vor, sistierte aber 2011 die weiteren Arbeiten. Im Jahr 2016 kam es dann zum Beschluss vom „Bundesgesetz über die Aufarbeitung für fürsorgerischen Zwangsmassnahmen und Fremdplatzierung vor 1981 (AFZFG)“ (Art. 1 Abs. 1 AFZFG).
Die Zahl der heutigen Pflegekinder ist statistisch nicht erfasst und wird auf ca. 15'000 geschätzt. Kritiker bemängeln, dass die Vermittlung der Pflegekinder über Private teilweise profitorientiert erfolge und nicht staatlich geregelt sei. Wenn die Platzierung jedoch auf Wunsch der Eltern geschieht, ist diese neue Form nicht mit der alten Verdingung, sondern eher mit einem familiären Hort zu vergleichen.
Nachdem von staatlicher Seite keine Bestrebungen zur Entschädigung unternommen wurden, startete Guido Fluri im April 2014 die Wiedergutmachungsinitiative. Diese fordert die Errichtung eines Fonds in der Höhe von 500 Millionen Schweizer Franken zugunsten der Opfer von Verdingung. Als indirekten Gegenentwurf zur Initiative schlug der Bundesrat im Juni 2015 die Bereitstellung von 300 Millionen Schweizer Franken für Entschädigungen vor.
Am 27. April 2016 stimmte der Schweizer Nationalrat dem Vorschlag zu, den noch lebenden Opfern von Kinder-Zwangsarbeit ein Anrecht auf Entschädigung zwischen 20'000 und 25'000 Franken zuzusprechen. Am 15. September 2016 stimmte auch der Ständerat diesem Vorschlag zu.

## Filme
- Schwabenkinder. 2003, Regie: Jo Baier.
- Verdingkinder (TV-Film aus der Reihe «Spuren der Zeit» DOK, Schweizer Fernsehen). 2003, Regie: Peter Neumann
- Der Verdingbub. 2011, Regie: Markus Imboden.
- Turi, ein Film über Arthur Honegger. 2004, Regie: Lotty Wohlwend, Renato Müller.
- Verdinger. 2020, Regie: Saschko Steven Schmid[17]

## Ausstellungen
- Arbeitende Kinder im 19. und 20. Jahrhundert. Forum Schweizer Geschichte Schwyz. Ausstellung 24. Februar – 27. Oktober 2024.
- Verdingkinder Reden / Enfances volées. Fremdplatzierungen damals und heute (deutsch und französisch). Tournee durch die Schweiz seit 2009, bisher 7 Stationen.
- Waisenkinder – Verdingkinder in der Schweiz. Von Walter Emmisberger[18]